# أحادي أكسيد ثنائي الكبريت
أحادي أكسيد ثنائي الكبريت هو مركب لاعضوي صيغته S2O، ويوجد على شكل غاز عديم اللون؛ وهو ينتمي إلى مجموعة مركبات تحت أكاسيد الكبريت غير المستقرة.

## الوفرة الكونية
يمكن أن يعثر على آثار من أحادي أكسيد ثنائي الكبريت في الغلاف الجوي لقمر آيو، أحد أقمار المشتري.

## التحضير
يمكن أن يحضر المركب من تفاعل بخار كلوريد الثيونيل مع كبريتيد الفضة عند الدرجة 160 °س.
{\displaystyle \mathrm {SOCl_{2}+Ag_{2}S\longrightarrow 2\ AgCl+S_{2}O} }
وهي طريقة تمكن من الحصول على الناتج بنقاوة جيدة، في حين أن تفاعل الكبريت مع الأكسجين أو أكسيد النحاس الثنائي لا يعطي ناتجاً نقياً.
يمكن أن يتشكل المركب من تفكك أحادي أكسيد الكبريت:
{\displaystyle \mathrm {3\ SO\longrightarrow SO_{2}+S_{2}O} }
أو من تفاعله مع الكبريت:
{\displaystyle \mathrm {2\ SO+S_{2}\longrightarrow 2\ S_{2}O} }
أو من التفكك الحراري لمركب ثنائي أكسيد الكبريت وفق أسلوب التفريغ التوهجي.

## الخواص
في شروط تحضير المركب يكون أحادي أكسيد ثنائي الكبريت على شكل غاز عديم اللون، ولكن يمكن الحصول على شكل صلب متكثف منه ضمن شروط خاصة، حيث يبدي حزم امتصاص عند 420 و530 نانومتر.
للمركب بنية جزيئية منحنية، وتبلغ زاوية الرابطة S−S−O مقدار 117.88°؛ وطول الرابطة S−S مقدار 188.4 بيكومتر، وطول الرابطة S−O مقدار 146.5 بيكومتر.